# アステリズム

北斗七星

アステリズム (asterism) 、あるいは星群（せいぐん）とは、天球上で複数の恒星を連ねて象った天文集合体およびその口語定義である。星座同様、趣味の天体観測の対象や、簡易的な時刻や方角・天球位置の把握手段として有史以来親しまれてきたものも存在する。

## アステリズムと星座との違い
近代88星座が国際天文学連合によって領域や所属天体を定められた公式な天文集合体であるのに対し、アステリズムは一部の例外（南十字星と北斗七星）を除いて国際天文学連合から認定を受けていない非公式な天文集合体となっている。そのため、複数の近代星座にまたがっていたり、逆に星座内部に取り込まれていたり、さらには情報源により名称や領域が異なるアステリズムも存在する。古典的な星座・ローカルな星座もまたアステリズムである。大プリニウスは著書「博物誌」において72のアステリズムについて言及している。
近代星座同様、アステリズムの星の並びも地球からの星間距離にはもとづいておらず、空間的なまとまりは持たない。

## アステリズムの例

### 1つの星座
オリオンの三ツ星
オリオン座δ星、ε星、ζ星
北斗七星
おおぐま座α星、β星、γ星、δ星、ε星、ζ星（ミザール）、η星
小北斗七星
こぐま座α星（ポラリス）、β星、γ星、δ星、ε星、ζ星、η星
南斗六星
いて座ζ星、λ星、μ星、σ星、τ星、φ星
北十字（北十字星、ノーザンクロス）
はくちょう座α星（デネブ）、β星（アルビレオ）、γ星、δ星、ε星
コートハンガー
こぎつね座中のコリンダー399に含まれる5～7等級の10個の恒星で、服を掛けるハンガーのような形をしている。

### 2つの星座
ペガススの四辺形
ペガスス座α星、β星、γ星、アンドロメダ座α星
ニセ十字
ほ座δ星、κ星、りゅうこつ座ε星、ι星

### 多数の星座
春の大曲線
北斗七星、アークトゥルス、スピカ
春の大三角
アークトゥルス、スピカ、しし座β星（デネボラ）
春のダイヤモンド
アークトゥルス、スピカ、しし座β星（デネボラ）、りょうけん座α星
夏の大三角
アルタイル、デネブ、ベガ
冬の大三角
ベテルギウス、シリウス、プロキオン
冬のダイヤモンド
リゲル、シリウス、プロキオン、ポルックス、カペラ、アルデバラン